# 高根台
高根台（たかねだい）は、千葉県船橋市の町名。現行行政地名は高根台一丁目から高根台七丁目。郵便番号は274-0065。

## 地理
船橋市東部に位置する。北で三咲町・大穴町・大穴南、東で松が丘、南東で習志野台、南で西習志野、南西で芝山、西で新高根、北西で南三咲と隣接する。1961年（昭和31年）に大規模な団地である高根台団地が造成されて以降、人口が密集しているが、団地の老朽化が進み、一部は取り壊され建て替えの計画が進んでいる。

### 地価
住宅地の地価は、2014年（平成26年）1月1日の公示地価によれば、高根台6-8-6の地点で13万4000円/m2となっている。

## 歴史
町名としての「高根台」は、1963年（昭和38年）11月1日付で、地方自治法施行令第179条第2項の規定に基づき千葉県知事告示により誕生した。この時は土地区画整理法による土地区画整理事業の施行を受けての町名変更だった。
日本住宅公団が実施した土地区画整理事業（高根台団地）による換地区分の終了を受け、高根町・習志野町一丁目・古和釜町・大穴町などの各一部が「高根台町一～五丁目」に変更された。
それから10年後の1973年（昭和48年）、従来の高根台団地に隣接地を加えた地域について、同年3月1日付で住居表示に関する法律に基づく住居表示を実施。この際、周辺の習志野台（習志野町から町名変更）一丁目・高根町・古和釜町・大穴町の各一部を編入した上で、新たに「高根台六・七丁目」が誕生したほか、前述の「高根台町一～五丁目」から町が削除された。

### 地名の由来
比較的台地の高い位置にあったことから「高嶺」と呼ばれ、それが高根となったのが由来。「高根台」の町名は比較的新しく、現在の三・五丁目付近はかつて「古和釜木戸」と言われていた。現在の七丁目あたりは「高根木戸」と呼ばれ、京成松戸線の「高根木戸駅」の由来にもなっている。これは、このあたりが江戸幕府直轄の牧草地だった名残であり、周辺にも他に「木戸」のつく地名が多く残っている。高根木戸駅前の京葉銀行高根支店が立地している場所あたりは、かつての雑木林で道路と平行して野馬除け土手が残っていた。近隣の類似地名に新高根・高根町がある。

## 世帯数と人口
2017年（平成29年）11月1日現在の世帯数と人口は以下の通りである。
| 丁目         | 世帯数    | 人口     |
| ------------ | --------- | -------- |
| 高根台一丁目 | 1,001世帯 | 1,906人  |
| 高根台二丁目 | 947世帯   | 1,803人  |
| 高根台三丁目 | 1,619世帯 | 3,389人  |
| 高根台四丁目 | 640世帯   | 1,337人  |
| 高根台五丁目 | 893世帯   | 1,416人  |
| 高根台六丁目 | 1,245世帯 | 2,584人  |
| 高根台七丁目 | 967世帯   | 1,864人  |
| 計           | 7,312世帯 | 14,299人 |

## 小・中学校の学区
市立小・中学校に通う場合、学区は以下の通りとなる。
| 丁目         | 番地                                                  | 小学校                                                                             | 中学校                                                |
| ------------ | ----------------------------------------------------- | ---------------------------------------------------------------------------------- | ----------------------------------------------------- |
| 高根台一丁目 | 1番1号 1番7棟～9棟 ダイアパレス高根台 （20－○○○号）   | 船橋市立高根台第三小学校 船橋市立高根台第二小学校 船橋市立大穴小学校 ※どちらか選択 | 船橋市立高根台中学校 船橋市立大穴中学校 ※どちらか選択 |
| 高根台一丁目 | 1番1棟～5棟 2番～19番                                 | 船橋市立高根台第三小学校                                                           | 船橋市立高根台中学校                                  |
| 高根台二丁目 | 1番～4番 11番                                         | 船橋市立高根台第三小学校 船橋市立高根台第二小学校 船橋市立大穴小学校 ※どちらか選択 | 船橋市立高根台中学校 船橋市立大穴中学校 ※どちらか選択 |
| 高根台二丁目 | 5～10番                                               | 船橋市立高根台第二小学校                                                           | 船橋市立高根台中学校 船橋市立大穴中学校 ※どちらか選択 |
| 高根台三丁目 | 1番(下記を除く） 10～21番                             | 船橋市立高根台第二小学校                                                           | 船橋市立高根台中学校 船橋市立大穴中学校 ※どちらか選択 |
| 高根台三丁目 | 2・3番                                                | 船橋市立高根台第二小学校                                                           | 船橋市立高根台中学校                                  |
| 高根台三丁目 | 1番1～13号                                            | 船橋市立高根台第三小学校 船橋市立高根台第二小学校 船橋市立大穴小学校 ※どちらか選択 | 船橋市立高根台中学校 船橋市立大穴中学校 ※どちらか選択 |
| 高根台四丁目 | 1～12番 13番1～10号 13番27～45号 14～17番 22番3・12号 | 船橋市立高根台第三小学校 船橋市立高根台第二小学校 ※どちらか選択                    | 船橋市立高根台中学校                                  |
| 高根台四丁目 | 13番11～22号 18〜21番 22番4～7号・9号 23～32番        | 船橋市立高根台第二小学校                                                           | 船橋市立高根台中学校                                  |
| 高根台五丁目 | 全域                                                  | 船橋市立高根台第二小学校                                                           | 船橋市立高根台中学校                                  |
| 高根台六丁目 | 全域                                                  | 船橋市立高根台第三小学校 船橋市立高根台第二小学校 ※どちらか選択                    | 船橋市立高根台中学校                                  |
| 高根台七丁目 | 全域                                                  | 船橋市立高根台第三小学校                                                           | 船橋市立高根台中学校                                  |

## 交通

### 鉄道
京成電鉄松戸線・高根公団駅が置かれている。この他高根台六丁目から近くの習志野台一丁目に京成松戸線高根木戸駅が置かれている。またこの他場所によっては、北習志野駅・滝不動駅が最寄駅となる。

## 施設
かつては一～三丁目及び五丁目に高根台団地が及んでいたが、2013年12月時点では五丁目および三丁目の一部地域で引き続き維持・管理されている。一・二丁目および三丁目の一部は建て替えられて「アートヒル高根台」などに生まれ変わった。
一丁目
- 高根台公民館
  - 船橋市役所高根台出張所
- 船橋高根台郵便局
- 船橋市立高根台第三小学校
- 冨士見幼稚園

二丁目
- 千葉徳洲会病院
- 船橋市立高根台保育園
- 高根台グリーンキディ保育園
- 船橋市立船橋特別支援学校高根台校舎
  - 船橋市高根台子育て支援センター

三丁目
- 船橋市立高根台中学校
- 高根台文化幼稚園

四丁目
- 高根台病院
- 東船橋病院

五丁目
- 船橋市立高根台第二小学校
- 高根木戸公園

六丁目
- 船橋高根台六郵便局

七丁目
- 高根公団南口郵便局
- 木戸脇幼稚園